# Асланове (станція)
Асла́нове — проміжна залізнична станція 3-го класу Лиманської дирекції Донецької залізниці (до грудня 2014 року Ясинуватська дирекція залізничних перевезень) на перетині двох ліній Волноваха — Маріуполь-Порт та Асланове — Маріуполь-Сортувальний між станціями Сартана (11 км) та Кальчик (7 км). Від станції відгалужується лінія у напрямку станції Маріуполь-Сортувальний. Розташована в однойменному селищі Маріупольського району Донецької області.

## Історія
Станція відкрита 1898 року.
26 вересня 2023 року радник українського мера тимчасово окупованого Маріуполя Петро Андрющенко повідомив про плани російських загарбників побудувати залізницю на тимчасово окупованій частині Донецької області, щоб з'єднати Донецьк та Маріуполь з Таганрогом та Ростовом-на-Дону. За його словами, окупанти розпочали будівництво залізничного мосту через річку Кальміус в районі села Гранітне, що передбачає «можливе завершення будівництва» надасть змогу окупантам створити пряме сполучення Ростова-на-Дону з вже наявною лінією Маріуполь — Асланове — Кальчик — Волноваха.

## Пасажирське сполучення
На станції до 2014 року зупинялися електропоїзди сполученням Маріуполь — Ясинувата.
До російського вторгнення в Україну (з 2022) приміські електропоїзди курсували з Маріуполя до станцій Волноваха та Південнодонбаська (з 4 серпня 2019 року).